# Juan de Villabona Zubiaurre
Juan de Villabona Zubiaurre nació en Cuenca en 1577. Hijo de don Diego de Villabona (nacido en Cuenca, fue ministro de la Inquisición en su ciudad natal y en Sevilla) y de Jerónima Campuzano. Era nieto de Lázaro de Zubiaurre, natural de Villabona (Guipúzcoa), y biznieto de Miguel de Zubiaurre y de Juana de Vidaez. Se avecindó en Sevilla, con su padre, donde se hizo bachiller. 

## Biografía
El 30 de agosto de 1600 se graduó como licenciado en Cánones en el Colegio Mayor de Santa María de Jesús (Universidad de Sevilla). El 9 de octubre siguiente recibió una Beca Jurista, de la cual tomó posesión el 20 de marzo de 1603, año en que obtuvo el grado de doctor y la cátedra de Prima de Cánones. El 1 de enero de 1607 fue elegido rector de la Universidad de Sevilla y en 1608 se le designó oidor de la Real Audiencia de Santafé.
Tan pronto llegó al Nuevo Reino de Granada, el presidente Juan de Borja le comisionó la visita de los indios de la provincia de Cartagena porque “las causas de su gobierno, conversión y buen tratamiento han estado desamparadas y desvalidas y en estado de grandísima lástima y compasión”. El 7 de diciembre de 1609 comenzó esta comisión con una reunión de testimonios y de las actas de las visitas practicadas anteriormente. A mediados de febrero de 1610 informó al rey que eran dos los principales problemas identificados: la tolerancia del servicio personal por las autoridades provinciales y la falta de curas doctrineros. Juzgó preciso congregar a los indios en menos poblaciones para proveer el remedio a estos dos problemas. El 27 de febrero de 1610 comenzó su visita a los partidos de Tolú, Cartagena y Mompóx. Después de censar un total de 86 pueblos de indios, se propuso reducirlos a 25. Ordenó hacer 13 pueblos de congregación en el partido de Cartagena y 6 en el de Tolú para que todos los indios tuvieran doctrina durante todo el año. Les asignó tierras de resguardo y redactó unas Ordenanzas  que regirían en adelante todos los aspectos de su vida social: adoctrinamiento, trajes, protectores, mayordomos, servicios, rozas de comunidad, tasas tributarias, caciques, etc.
El padre Hernando Núñez, rector del Colegio de la Compañía de Jesús en Cartagena, escribió al rey dos cartas en 1611 para ponderar la calidad de este funcionario. En la primera dijo que “le tengo en el número de los que virtuosa y cristianamente viven en todas estas Provincias”, y en la segunda lo calificó como “uno de los grandes ministros que V. M. tiene en capacidad para ejercicio de grandes oficios en rectitud, celo, justicia, letras y limpieza para salir con sus buenos efectos”.  Defendiendo la visita de indios que este oidor realizó en la provincia de Cartagena, el Capítulo de la Orden de Predicadores informó al rey que “todo lo ha trazado y dispuesto con mucho valor, cristiandad, entereza, rectitud y limpieza y las dichas agregaciones con beneplácito general de los indios”. 
Por vía reservada y confidencial, el presidente Juan de Borja informó al rey sobre la calidad del oidor conquense:
En todo se ha señalado y mostrado su inteligencia, actividad, buen celo y letras, que son lucidísimas. Su edad es de 43 años. El ingenio vivo y agudo, aplicado generalmente a todas las materias referidas. Es muy estudioso y diligente, gran trabajador, limpio y entero, que todas estas partes juntas le hacen digno y merecedor de los mayores puestos de su profesión, que hay en estos Reinos de las Indias, porque demás de merecerlo su gran capacidad, las necesidades y pobreza con que vive, cargado con obligaciones de mujer y dos hijos y tres hijas, todas de poca edad, deben inclinar la generosa real clemencia de V. M. 
En 1624, el presidente y la Audiencia de Santa Fe informaron que “en diecisiete años que ha asistido en esta Audiencia siempre se ha desvelado en todas las cosas de su cargo y procedido en ellas con la limpieza y entereza que debe”.  Con esta información, el Consejo de Indias lo promovió en este año a la plaza de oidor de la Real Audiencia de México.
En 1622-1623 practicó la visita general de los indios de las provincias de Tunja, Pamplona, San Cristóbal, La Grita y Salazar de las Palmas, durante la cual redujo todos los indios a pueblos dotados de tierras de resguardo. Uno de esos pueblos fue el de Bucaramanga. Al terminar esta visita firmó en el pueblo de Pamplona, el 12 de febrero de 1623, las Ordenanzas para el buen gobierno de las minas de las Vetas, Montuosa y Río de Oro. Se trata de 86 capítulos relativos a la doctrina, abasto, jornales y descansos, laboreo, tributos, alcaldes de minas, etc.